# Дом под деревьями
«Дом под деревьями» (фр. La maison sous les arbres) —  психологическая драма, снятая по роману Артура Кавано «Дети ушли». Фильм был показан вне конкурсной программы на   Каннском кинофестивале 1971 года.

## Сюжет
Джилл и Филипп — американская супружеская пара с двумя детьми,  проживающая в Париже. У пары также есть загадочная соседка, Синтия, которая проявляет необычный интерес к их делам.
Джилл разочарованно узнаёт, что её муж-компьютерщик  внезапно решает уволиться из крупной промышленной корпорации. При этом он не желает ставить её в известность о причинах принятия такого решения.  Так или иначе Джилл готова смириться с этим, но когда их детей похищают  неизвестные, у неё не остаётся другого выхода, кроме как разобраться, в какую историю умудрился попасть Филипп. Однажды, когда Джилл вышла погулять с детьми, они пропали. Супруги связываются с полицией, но инспектор Шемелль, возглавляющий расследование, не уверен, действительно ли дети были похищены или пострадали от их сумасбродной матери. Отец семейства же с ужасом осознаёт,  что его мутное прошлое как специального агента и промышленного шпиона возрождается.

## В ролях
- Фэй Данауэй — Джилл
- Фрэнк Ланджелла — Филипп
- Мориc Роне  — человек из организации
- Барбара Паркинс — Синтия
- Раймон Жером —  комиссар Шемелль
- Жерар Бюр —  психиатр
- Карен Блангернон —  мисс Хансен
- Мишель Лоури —  Кати
- Патрик Винсент —  Патрик
- Патрик Девер и Роман Бутей —  бродяги